# Veaceslav Gojan
Veaceslav Gojan (født 18. maj 1983) er en moldovsk amatørbokser, som konkurrerer i vægtklassen bantamvægt. Gojans største internationale resultater er en bronzemedalje fra Sommer-OL 2008 i Beijing, Kina, og en sølvmedale fra EM i 2002 i Perm. 
Han repræsenterede Moldova under sommer-OL 2008 hvor han vandt en sølvmedalje efter Zou Shiming fra Kina.